# Adil Najam

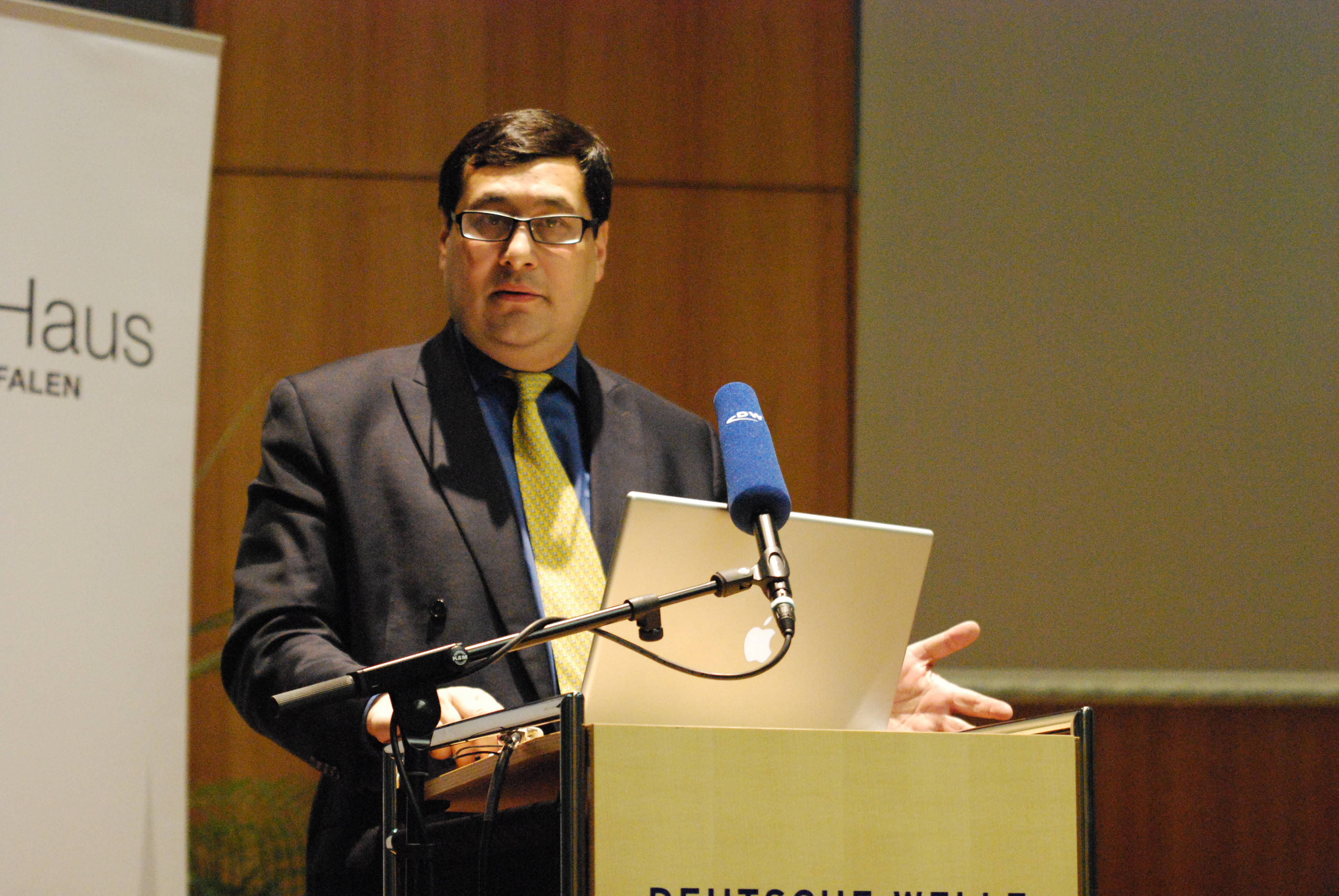
Adil Najam (2010).

Adil Najam (* in Pakistan) ist ein US-amerikanischer Umweltforscher und Experte auf dem Gebiet des Klimawandels. Er hatte wichtigen Anteil an den Sachstandsberichten des Intergovernmental Panel on Climate Change, das im Jahr 2007 den Friedensnobelpreis erhielt. Seit 2023 ist er Präsident der internationalen Naturschutzorganisation WWF.

## Leben
Najam ist pakistanischer Herkunft.
Najam ist Professor für Global Public Policy, Internationale Beziehungen, Geografie und Umwelt sowie Direktor des „Pardee Center for the Study of the Longer-Range Future“ an der Boston University. 2008 holte UN-Generalsekretär Ban Ki-moon ihn in das United Nations Committee on Development Policy.
Najam war einer der Leitautoren des Dritten und Vierten Sachstandsberichts des IPCC (2001 bzw. 2007 erschienen). Er ist ein gefragter Kommentator zum Thema Klimawandel, etwa rund um die UN-Klimakonferenz in Kopenhagen (2009).
Im Juli 2023 wurde er zum Präsidenten des WWF berufen, wo er bereits von 2012 bis 2019 im internationalen Vorstand saß.

## Auszeichnungen
Im Jahr 2007 erhielt das IPCC gemeinsam mit dem früheren US-Vizepräsident Al Gore den Friedensnobelpreis. Die Begründung dazu lautet: “for their efforts to build up and disseminate greater knowledge about man-made climate change, and to lay the foundations for the measures that are needed to counteract such change”. Im Jahr 2009 erhielt Najam eine der höchsten Auszeichnungen Pakistans, die Sitara-i-Imtiaz-Medaille (Exzellenz-Stern).